# La Bachillera
La Bachillera es una barriada situada en el Distrito Norte de la ciudad de Sevilla (España), en la zona de la Macarena.

## Descripción
Tiene forma de triángulo: al este, linda con los terrenos de la Sevillana de Electricidad; al sur, con la avenida Juventudes Musicales (antes terrenos de la marquesa de Íscar); y al oeste con la avenida San Jerónimo, donde antes estaba emplazada la línea ferroviaria Sevilla – Córdoba. La Bachillera está compuesta por 356 viviendas (2015), de las cuales 180 ya están escrituradas por sus moradores. Es una barriada de autoconstrucción, donde encontramos casas grandes con buenos materiales, otras más normales, y algunas muy pequeñas con materiales de construcción pésimos.

## Historia
Los terrenos de esta barriada son provenientes de una herencia que recibió la Asociación Sevillana de Caridad en el año 1948, siendo presidente D. Antonio Filpo Rojas. Esta asociación arrendó algunas parcelas a pequeños ganaderos, los cuales con el permiso de la Asociación, traspasaron parte de sus parcelas a familiares u otros particulares, donde construyeron sus casas. Algunos aprovecharon tanto el espacio sin seguir ninguna norma urbanística, que dio lugar a las calles tan estrechas y singulares que hoy nos encontramos.

## Problemática
Alta densidad de viviendas, ausencia de zonas verdes, falta de dotaciones, ilegalidad en muchas de las edificaciones que no están escrituradas ni han seguido las normas urbanísticas establecidas, problemas de delincuencia y marginalidad. Los vecinos están luchando por la cesión de los terrenos a través de la Asociación de Vecinos Estrella Andaluza. La cesión de estos terrenos debe realizarla el Ayuntamiento de Sevilla, ya que, en el 2004, la Asociación Sevillana de Caridad pasó a a ser la Fundación Sevillana de Caridad, presidida por el Alcalde de Sevilla y compuesta por un vicepresidente, un concejal de cada uno de los partidos que componen el Ayuntamiento y 13 vecinos. En 2009 se aprobó el Peri-2 de La Bachillera (Plan Especial de Reforma Interior).